# Váci utca
Váci utca (česky Vácká, nebo Vacovská ulice, německy Waiznergasse, podle města Vác neboli Vacov) je nejstarší budapešťská obchodní ulice a dnes patří k nejfrekventovanějším a nejznámějším místům pro procházky po městě.
Nachází se na Pešťském starém městě. Váci utca je ve směru sever-jih souběžná s tokem Dunaje, k němuž se zde také přibližuje spojujíc Velkou tržnici s náměstím Vörösmarty tér. Zatímco spodní část s restauranty a prodejnami suvenýrů ústící na náměstí s tržnicí, slouží převážně turistům, horní část je oblíbenou nákupní ulicí s množstvím mezinárodních módních řetězců.

## Galerie

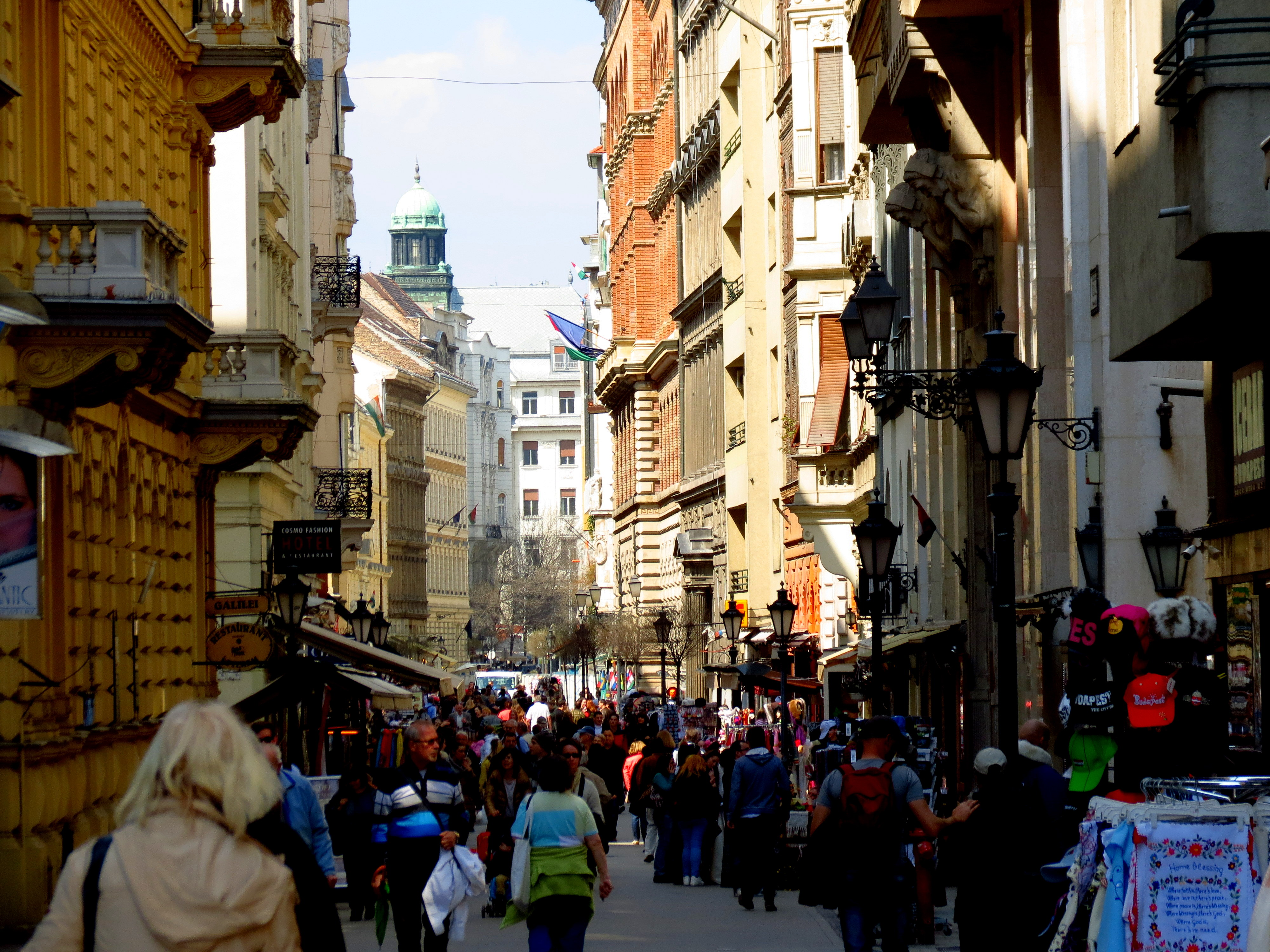
Váci utca (Vácká ulice) v centru Budapešti
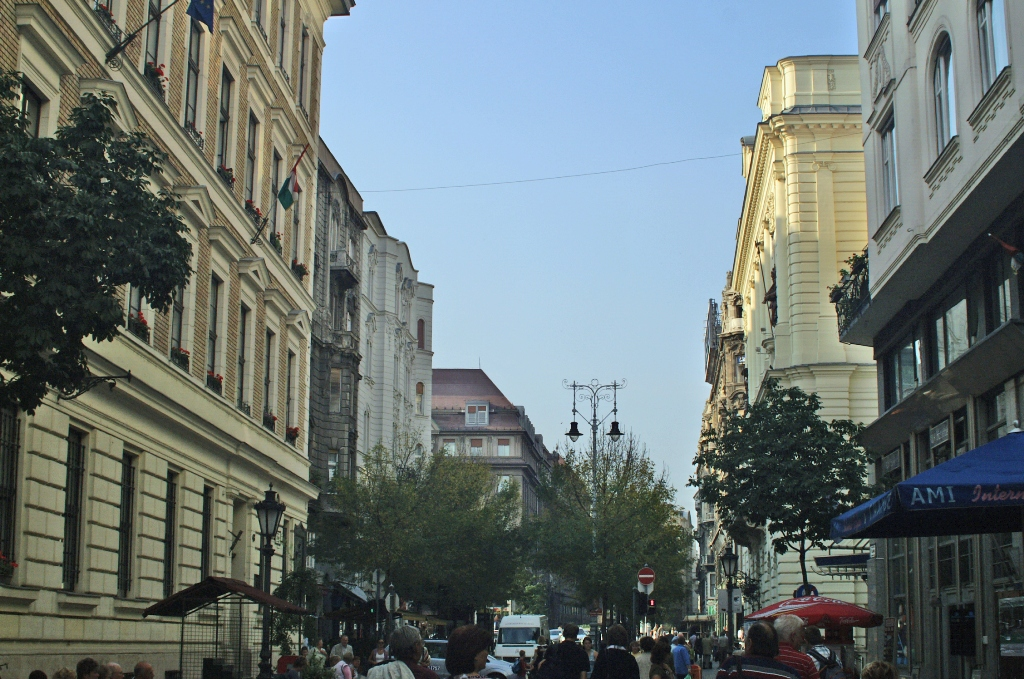
Váci utca (Vácká ulice) v centru Budapešti
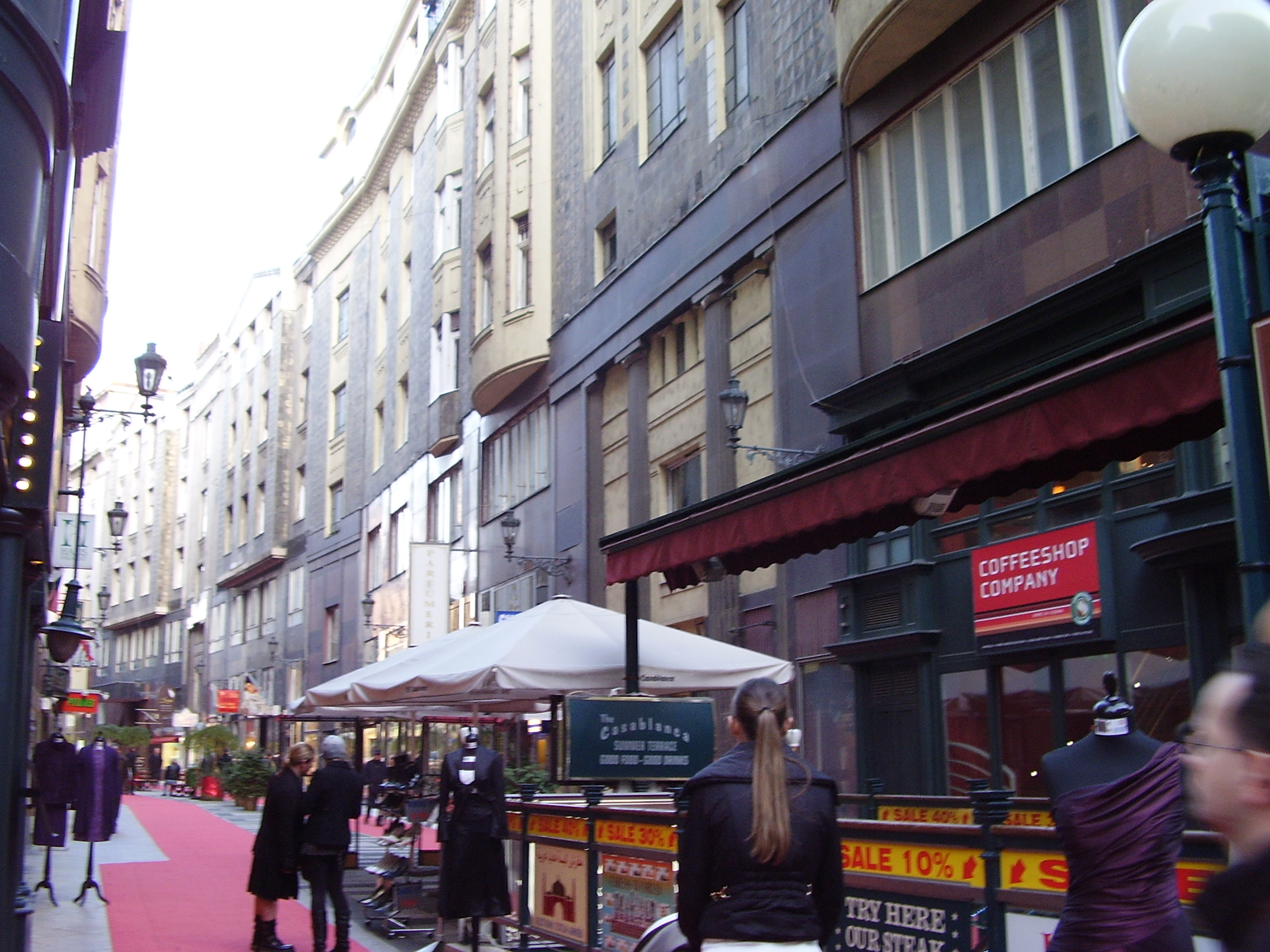
Váci utca (Vácká ulice) v centru Budapešti